# Râul Berbice
Râul Berbice, situat în estul Guyanei, izvorăște din zonele înalte ale regiunii Rupununi. Berbice curge spre nord pe o distanță de 595 de kilommetri prin păduri dense până la câmpia de coastă. Limita până la care mareea afectează râul este cuprinsă între 160 și 320 km distanță față de mare.
Orașul New Amsterdam este situat pe malul estic al râului, la aproximativ șase kilometri în interiorul estuarului râului, unde se revarsă în Oceanul Atlantic. Un nou pod peste râu unește Noua Amsterdam cu Rosignol. Alte așezări aflate pe râul Berbice includ Everton, Mara, Takama, Kalkuni și Kwakwani.
La 23 decembrie 2008, a fost finalizată construcția podului Berbice care leagă D’Edward Village, Crab Island, încheindu-se apoi construirea Autostrăzii Corentyne.